# José Carlos Días
José Carlos Dias (Ribeirão Preto, São Paulo, Brasil, 1979) es un futbolista brasileño. Su posición es delantero y su actual equipo es el Olimpia de la Liga Nacional de Honduras.
En México anotó 65 goles en nueve años, En el país azteca participó en 10 equipos, entre ellos el América y el Monterrey, y en Honduras participó en El Real España.

## Clubes
| Club                       | País     | Año         |
| -------------------------- | -------- | ----------- |
| Club Atlético Penapolense  | Brasil   | 1995 - 1996 |
| Club de Fútbol Atlante     | México   | 1996        |
| Club Deportivo Irapuato    | México   | 1996 - 1997 |
| Club América               | México   | 1998        |
| Unión de Curtidores        | México   | 1999        |
| Venados del Mérida FC      | México   | 2000 - 2001 |
| Tigrillos de la UANL       | México   | 2001        |
| Reboceros De La Piedad     | México   | 2002        |
| Atlético Celaya            | México   | 2003        |
| Cobras de Ciudad Juárez    | México   | 2003 - 2005 |
| Club de Fútbol Monterrey   | México   | 2005        |
| Real Club Deportivo España | Honduras | 2005 - 2009 |
| Indios                     | México   | 2010        |
| Olimpia                    | Honduras | 2010- 2011  |